# Episodi di Love Bites
La prima e unica stagione della serie televisiva Love Bites è andata in onda negli Stati Uniti dal 2 giugno al 21 luglio 2011 sul network NBC.
In Italia è ancora inedita.
| nº | Titolo originale  | Titolo italiano   | Prima TV USA   | Prima TV Italia |
| -- | ----------------- | ----------------- | -------------- | --------------- |
| 1  | First             | Firsts            | 2 giugno 2011  |                 |
| 2  | How To...         | How To...         | 9 giugno 2011  |                 |
| 3  | Keep on Truckin'  | Keep on Truckin'  | 16 giugno 2011 |                 |
| 4  | Sky High          | Sky High          | 23 giugno 2011 |                 |
| 5  | Stand and Deliver | Stand and Deliver | 30 giugno 2011 |                 |
| 6  | TMI               | TMI               | 7 luglio 2011  |                 |
| 7  | Boys to Men       | Boys to Men       | 14 luglio 2011 |                 |
| 8  | Modern Plagues    | Modern Plagues    | 21 luglio 2011 |                 |

## Firsts
- Titolo originale: Firsts
- Diretto da: Marc Buckland
- Scritto da: Cindy Chupack

### Trama

#### First Time
- Titolo originale: First Time

Annie è una ragazza incinta, avendo affittato l'utero alla sorella, che si ritrova con le amiche a festeggiare l'addio al nubilato di Liz. Durante la serata, la sua migliore amica Cassie le confessa di sentire come un peso la sua compagnia, in quanto i ragazzi si dimostrano tutti interessati alla sua storia trascurandola. Così Annie le promette di farle da spalla, mentre lei si inventa una storia per apparire interessante: quando incontra Jordan, un ragazzo che si presenta come scrittore, gli dice di essere ancora vergine. Jordan tuttavia sente la responsabilità di affrontare la sua "prima volta", così si impegnerà affinché sia speciale. Presa dal rimorso, Cassie gli confessa di aver mentito, ma anche Jordan l'aveva fatto, in quanto non era uno scrittore. I due, che hanno diversi interessi in comune, tra cui una passione per Battlestar Galactica, decidono quindi di ricominciare da zero.

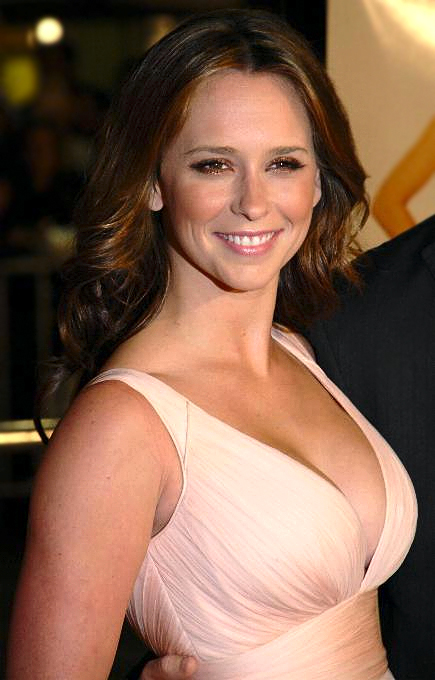
Jennifer Love Hewitt

#### First to Go
- Titolo originale: First to Go

Carter è un brillante contabile, appena trasferitosi in un nuovo appartamento e che si sposerà con Liz entro pochi giorni. Trascorre quindi felice la sua vita, finché il suo capo non lo convoca per licenziarlo, in quanto le sue funzioni verranno sostituite da un software innovativo. Preso dallo sconforto telefona al suo amico Judd, ma che non sarà in grado di aiutarlo. Poco dopo scopre che la sua stessa sorte toccherà anche al suo amico e collega Kell. Tornato a casa, scopre la sua futura moglie intenta ad utilizzare un vibratore che le era stato regalato alla festa d'addio al nubilato e gli rivelerà che l'aggeggio le ha regalato il suo primo vero orgasmo. Prima ancora di cercare un nuovo lavoro decide di diventare all'altezza della futura moglie e si reca in un sexy shop, in cui Kell troverà il suo nuovo lavoro, dove si rende conto che l'uomo non può essere migliore della macchina, anche se non smetterà di provarci.

#### First on the List
- Titolo originale: First on the List

Judd, felicemente sposato con Colleen, sta per intraprendere un viaggio aereo da Los Angeles verso Miami con l'amico Bowman. Arrivato in aeroporto scopre che sarà sullo stesso aereo con Jennifer Love Hewitt, da sempre la donna dei suoi sogni, prima e unica nella sua lista delle "cinque persone famose con cui puoi andare a letto senza che sia tradimento", una lista che ha fatto con la moglie. Grazie a delle fortunate circostanze, si ritroverà seduto in prima classe proprio accanto a lei, riuscirà a flirtare con lei, e sarà sul punto di mettere in atto il suo sogno. Tuttavia deciderà di restare fedele alla moglie, anche se appena atterrato a Miami, Colleen gli dice al telefono di aver incontrato anche lei un VIP presente sulla sua lista, Johnny Depp, e di esserci andata a letto.
- Guest star: Pamela Adlon (Colleen), Guillermo Díaz (Luis), David Giuntoli (Jordan), Jennifer Love Hewitt (Se stessa), Kyle Howard (Carter), Steve Howey (Kell), Lindsay Price (Liz), Krysten Ritter (Cassie), Craig Robinson (Bowman), Larry Wilmore (Capo di Carter e Kell), Charlyne Yi (Commessa sexy shop), James MacDonald (James Feeney).

## How To...
- Titolo originale: How To...
- Diretto da: Wendey Stanzler (Banana Bread e Decent Proposal), Marc Buckland (Eyegasms)
- Scritto da: Colleen McGuinness (Banana Bread e Decent Proposal), Danielle Sanchez-Witzel e Larry Wilmore (Eyegasms)

### Trama

#### Banana Bread
- Titolo originale: Banana Bread

Jodie, un'amica di Annie, è una ragazza abituati ad avere relazioni molto brevi e basate essenzialmente sull'intesa sessuale, ma quando incontra Charlie, crede possa essere arrivato il momento di avere qualcosa di più. Dopo il terzo appuntamento decide quindi di preparargli una banana bread, ovvero un plumcake alla banana, sottovalutando come possa essere interpretato tale gesto. Charlie, infatti, si convince che sia un modo per chiedergli di passare alla fase successiva del loro rapporto o persino la volontà di ricevere una proposta di matrimonio. Parlandone con i propri amici, decide quindi di lasciarla prima che sia troppo tardi. Commette però l'errore di non essere del tutto sincero con lei, usando il classico cliché del «meglio se rimaniamo solo amici». Annie convince quindi Jodie a vendicarsi prendendolo alla lettera, continuando a frequentarlo chiedendogli di vedere insieme una maratona di film di Katherine Heigl o prestargli dei soldi per pagare l'affitto. Anche Charlie tenta di usare lo stesso metodo per liberarsi di lei definitivamente, invitandola in uno strip club, non riuscendo però a metterla in imbarazzo visto che fa fatica a relazionarsi con la spogliarellista Sapphire. Quindi sarà costretto a confessare sul perché l'abbia veramente lasciata, e una volta ritrovata la reciproca sincerità, dopo essersi chiariti su quanto accaduto, decidono di dare una seconda opportunità al loro rapporto.

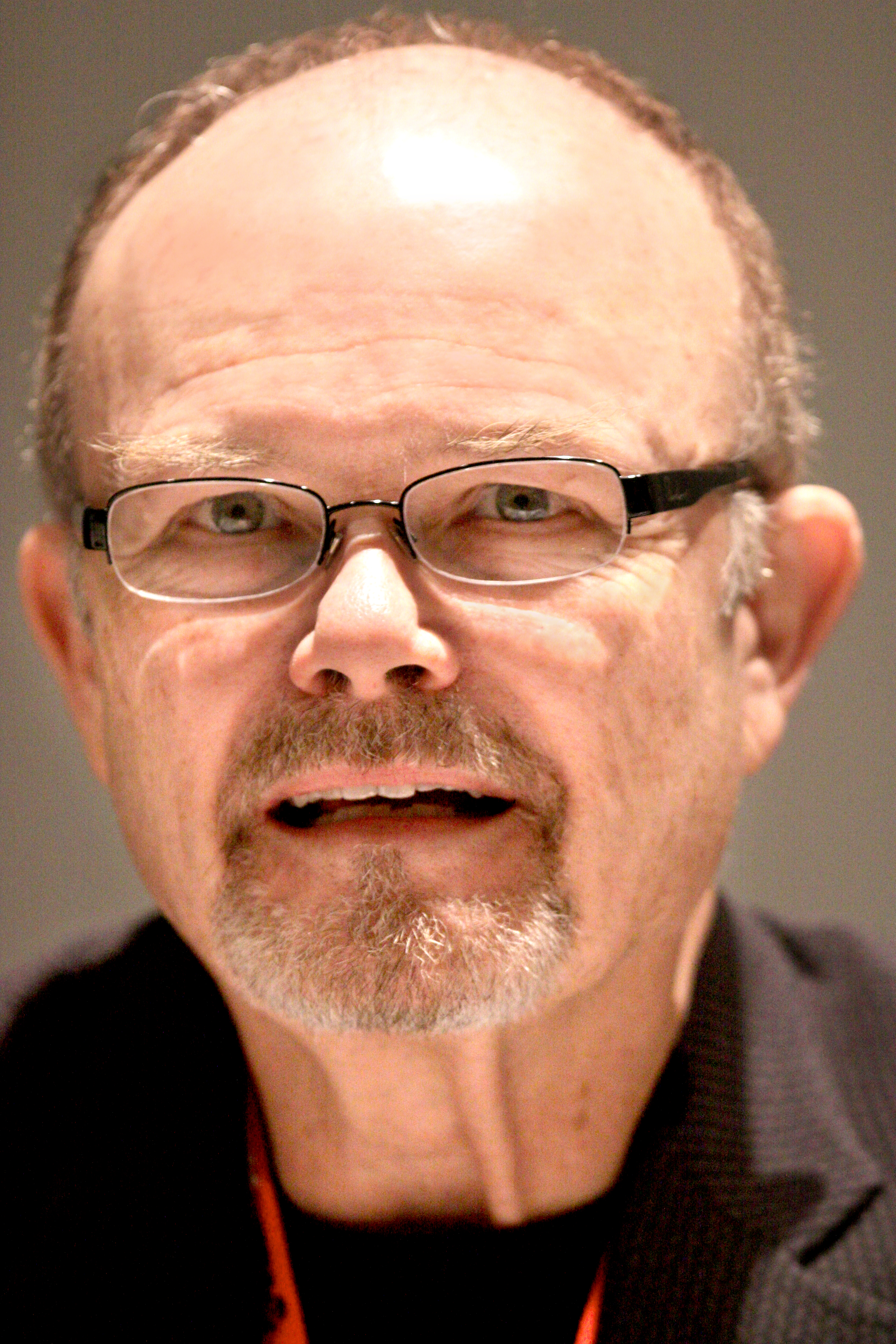
Kurtwood Smith

#### Decent Proposal
- Titolo originale: Decent Proposal

Ed e Faye Strathmore, un'anziana coppia sposata del Texas, va in California per fare una visita al figlio omosessuale Kyle, che convive con il suo ragazzo Drew, che loro non hanno mai incontrato. Mentre la madre ha sempre affrontato con mentalità aperta la relazione del figlio, Ed, essendo un uomo all'antica, dimostra qualche difficoltà ad accettare la situazione. Dopo aver conosciuto Drew, con il quale scopre di avere qualcosa in comune, cambia decisamente atteggiamento supportando la loro relazione. E quando Drew gli chiede il permesso di sposare suo figlio, dà la sua benedizione. Così, in occasione di una festa, Drew chiede in pubblico a Kyle di sposarlo, che accetta molto felice. E Ed, si unisce alla felicità del figlio. Inaspettatamente, è però la madre ad avere una reazione strana, in quanto pensava che Kyle, essendo gay, non si sarebbe mai sposato e un giorno sarebbe tornato da lei.

#### Eyegasms
- Titolo originale: First on the List

Colleen viene invitata dall'amica Krista a un ricevimento per la presentazione del suo nuovo libro insieme al marito Jude. Qui quest'ultimo incontra il Dr. O, popolare conduttore di una trasmissione televisiva dedicata ai rapporti tra marito e meglio. Nonostante usualmente siano le mogli a stimarlo, Colleen giudica ridicolo il suo programma, mentre per Judd è un idolo. Arrivata la notte, Judd decide di mettere in atto uno dei consigli del Dr. O, ovvero provare ad avere un rapporto sessuale guardandosi negli occhi. Colleen però gli confessa che spesso ha la necessità di tenere gli occhi chiusi per avere delle fantasie su altri uomini indefiniti e chiede a Jude, che si dimostrava sconvolto, di provare a fare lo stesso almeno per una volta. Jude però non sceglie un soggetto indefinito, ma per la sua fantasia usa la giovane cameriera Jenny, che incontra tutti i giorni, suscitando una forte gelosia della moglie.
- Guest star: Frances Conroy (Faye Strathmore), Merle Dandridge (Krista), Ayda Field (Sapphire), Bret Harrison (Charlie), Keegan Michael Key (Drew), Stephen Rannazzisi (Kyle), Kurtwood Smith (Ed Strathmore), Jeffrey Tambor (Dr. O), Michelle Trachtenberg (Jodie), James MacDonald (James Feeney), Mo Mandel (Amico di Charlie).

## Keep on Truckin'
- Titolo originale: Keep on Truckin'
- Diretto da: John Stuart Scott (Goodbye, Boob e Cutlets), Marc Buckland (Ninja Vanish)
- Scritto da: Tracy Poust, Jon Kinnally e David Feeney (Goodbye, Boob e Cutlets), Larry Wilmore e Danielle Sanchez-Witzel (Ninja Vanish)

### Trama

#### Goodbye, Boob
- Titolo originale: Goodbye, Boob

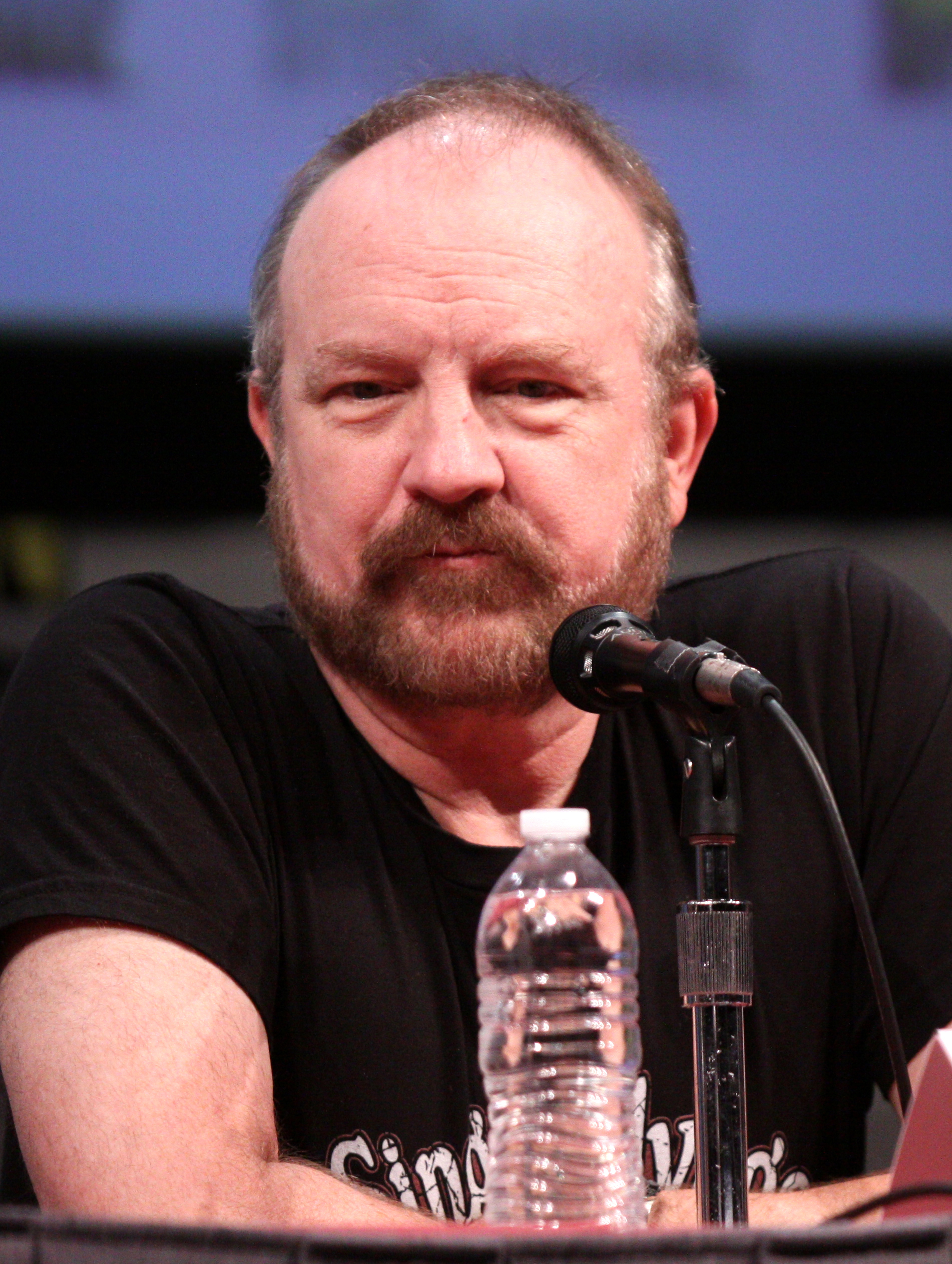
Jim Beaver

Dan, un amico di Judd che lavora con lui facendo tatuaggi, è molto attratto da Alex, una ragazza che lavora vicino al loro laboratorio. Con Judd, decide di imbucarsi ad un festa a cui sembrano essere state invitate solo donne. Inizialmente i due pensano che Alex sia lesbica, ma più avanti scoprono che il party nasconde un triste sottofondo: si tratta infatti di una festa d'addio al suo seno, in quanto dovrà sottoporsi ad un intervento di mastoplastica a causa di un cancro. Dan, imbarazzato, fugge via, ma presto si renderà conto di volerle stare vicino, affrontando con lei la dolorosa avventura.

#### Ninja Vanish
- Titolo originale: Ninja Vanish

Ricky, i cui amici sono tutti sposati con figli, è un ragazzo che ha inventato il sistema "sparizione del ninja": quando incontra una ragazza, la seduce, le dà il proprio numero di telefono e trascorre con lei una serata di passione. Nella notte, mentre lei dorme, l'abbandona dopo aver cancellato il suo numero dalla sua rubrica e lascinadole un bigliettino con cui la invita a richiamarlo. In tal modo evita di avere un secondo appuntamento uscendone comunque come un perfetto gentleman. Il suo metodo funziona sempre, finché non incontra Angie. Dopo aver trascorso la notte insieme a lei, non senza difficoltà, riesce come consuetudine a cancellare il suo numero dalla sua rubrica, ma nel frattempo lei gli aveva dato il suo numero su un biglietto di carta. Tuttavia, dopo averla lasciata, si ritrova con il biglietto completamente bianco. Quando la rintraccia grazie al nome del suo cane, lei gli spiega di aver usato un metodo simile al suo, che lei chiama Houdinizzazione, riferendosi al celebre illusionista: appena si era accorta di non voler uscire di nuovo con lui, gli ha versato dell'acqua addosso, facendolo asciugare con un asciugacapelli, mentre il biglietto era scritto con uno speciale inchiostro che svanisce vicino a fonti di calore. Ricky la trova geniale e pensa possa essere una ragazza "speciale", ma quando le confessa di aver usato il suo sistema del ninja lei non gli concede una seconda opportunità, facendolo riflettere su quante volte la ragazza con cui era uscito poteva essere "speciale" ma non aveva avuto il tempo di accorgersene a causa del suo metodo.

#### Cutlets
- Titolo originale: Cutlets

La sorella di Annie, Chloe, per ripagarla del sacrificio che sta affrontando portando in grembo suo figlio, le organizza un appuntamento al buio. Anche se lei vorrebbe aspettare la fine della gravidanza, gli amici la convincono ad accettare e ad incontrare Matt in un ristorante. Appena arrivata sul posto, si imbatte in un'affascinante Matt, ma ben presto scopre che non è quello che la stava aspettando. Il Matt con cui aveva l'appuntamento si rivela quindi uno strano tizio che dimostra un'attenzione ossessiva verso le donne incinte. Disperata, lascia il ristorante, con l'aiuto del primo Matt che aveva incontrato. Ma ben presto dovrà lasciare anche lui, in quanto già impegnato con un'altra ragazza. Tuttavia troverà giovamento dall'avventura sentendosi ancora attraente nonostante l'essere incinta di sette mesi.
- Guest star: Jim Beaver (Camionista), Joy Bryant (Angie), Guillermo Díaz (Luis), Donald Faison (Ricky), Matt Long (Matt), Michael McMillian (Amico di Ricky), Laura Prepon (Alex), Jessica St. Clair (Chloe), Steve Talley (Dan Sullivan), Michelle Trachtenberg (Jodie), Danny Jacobs (Seth), James MacDonald (James Feeney), Jerry Minor (Fratello di Ricky), Matt Winston (Matt).

## Sky High
- Titolo originale: Sky High
- Diretto da: Timothy Busfield
- Scritto da: Joe Lawson

### Trama

#### Sunday Fun Day
- Titolo originale: Sunday Fun Day

Judd inizia a pensare di stare diventando vecchio, quindi decide di voler fare cose "da giovani" per continuare a sentirsi giovane. Grazie a Dan si procura dell'erba che vuole fumare in pieno giorno insieme alla moglie. Colleen non ne ha tanta voglia, ma Judd riesce a convincerla; nessuno dei due si ricorda però che quello è il giorno del battesimo del nipote di Judd, a cui lo stesso Judd dovrà fare da padrino. Quando i due hanno ormai già fatto uso di droghe, ricevono una chiamata dalla madre di Judd che annuncia loro di stare per passare a prenderli per portarli in chiesa. I due riescono a vestirsi e a raggiungere la chiesa, ma qui le difficoltà non sono finite. Essendo il padrino Judd dovrà anche formulare un discorso e quando verrà il momento non riuscirà a far altro che cantare On the Wings of Love di Jeffrey Osborne, che grazie al supporto di Colleen verrà cantata anche da tutti i presenti.

#### Kiss and Tell
- Titolo originale: Kiss and Tell

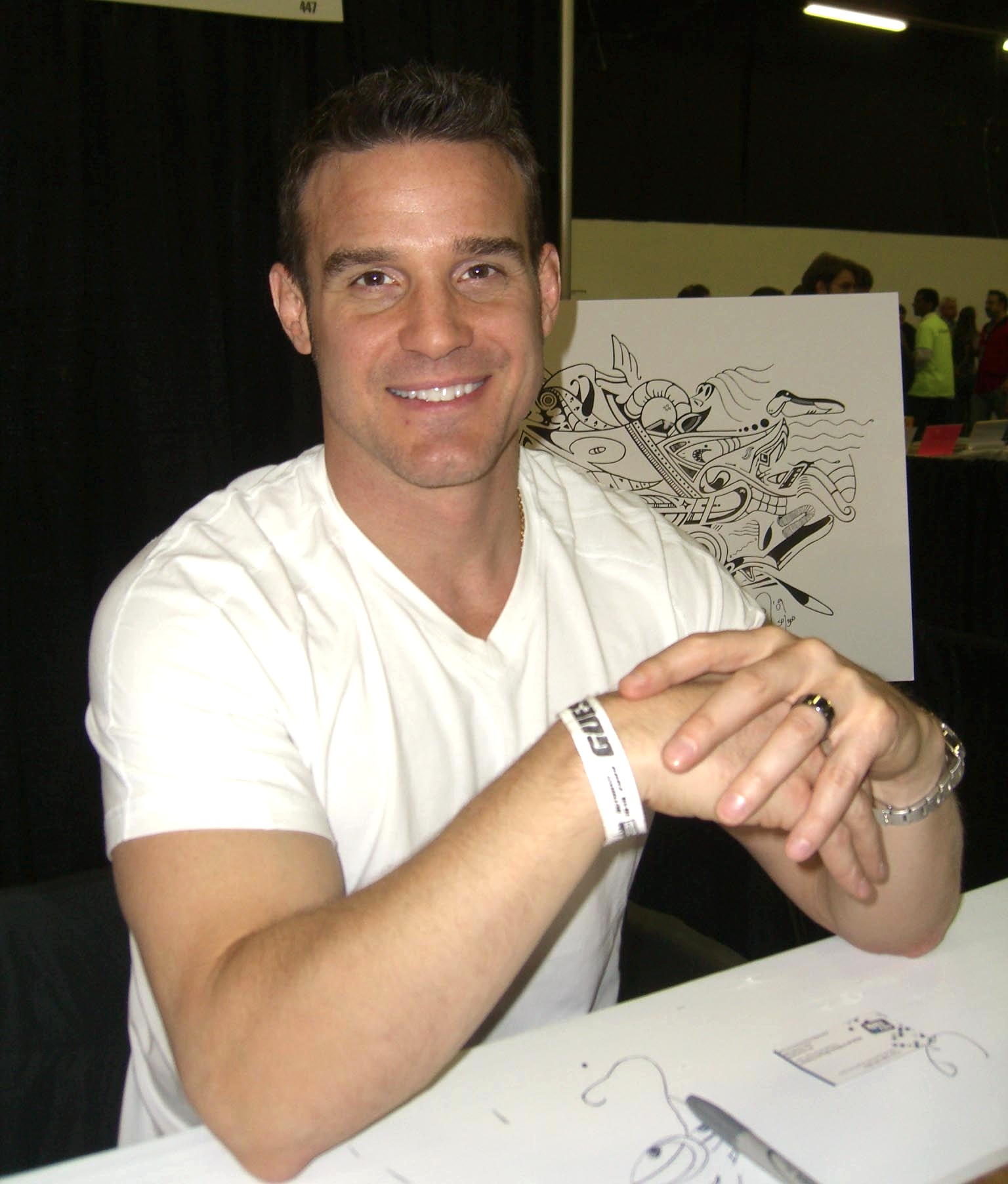
Eddie McClintock

Mentre Annie re-incontra casualmente Matt, il ragazzo che l'aveva aiutata a fuggire dal suo appuntamento al buio, ma ancora impegnato con un'altra ragazza, la sua giovane cugina Christy lascia il suo ragazzo alla vigilia di una celebrazione scolastica. Per non presentarsi da sola, chiede a Josh, un classico nerd, di accompagnarla. Per Josh sembra quasi realizzarsi un sogno, in quanto mai aveva sperato di potersi presentare alla festa con una delle più belle ragazze della scuola. Arrivata la festa, non solo è il suo accompagnatore, ma riuscirà a mostrarsi carino e simpatico e i due si congedano con un bacio. Tuttavia Josh non aveva mai baciato nessuno o non fa una bella figura, così il giorno dopo viene etichettato come un ragazzo che non sa baciare. Per rimediare, i suoi amici gli consigliano di baciarla nuovamente, in modo da sanare la sua reputazione. Scartata l'idea di vedere un porno per imparare a baciare, è la sua amica Roddy ad insegnargli un trucco. Josh quindi torna da Christy e la bacia il pubblico; il piano funziona e lei gli chiede anche di uscire insieme, ma lui rifiuta. Generando incredulità nei suoi amici, Josh preferirà infatti ritornare da Roddy.

#### I Need Space
- Titolo originale: I Need Space

Scott Bowers è un astronauta a bordo della Stazione spaziale internazionale. Quando si collega in videochiamata con la sua ragazza, Janine, inizia ad avere sospetti sulla sua fedeltà, in quanto vede all'interno della casa dove convivono un operaio che avrebbe dovuto sistemargli il giardino. Grazie alle conoscenze sue e del collega Craig riesce controllare la sua abitazione attraverso l'uso di un satellite, scoprendo così che Janine lo sta tradendo. Con il supporto dei colleghi astronauti riesce ad affrontare la cosa trovando la forza di richiamarla e lasciarla subito.
- Guest star: Moisés Arias (Jeff), Ken Jeong (Takashi), Mimi Kennedy (Gail Rouscher), Matt Long (Matt), Vincent Martella (Josh), Abigail Mavity (Kit), Eddie McClintock (Scott Bowers), Lex Medlin (Signor Ford), Isaiah Mustafa (Craig), Steve Talley (Dan Sullivan), Krista Allen (Janine), Spencer Locke (Christy Hayes), Ivar Brogger (reverendo), Austin Rogers (Roddy), Jack Stehlin (Marty).

## Stand and Deliver
- Titolo originale: Stand and Deliver
- Diretto da: John David Coles
- Scritto da: David McHugh e Matt Flanagan

### Trama

#### There Goes My Hero
- Titolo originale: There Goes My Hero

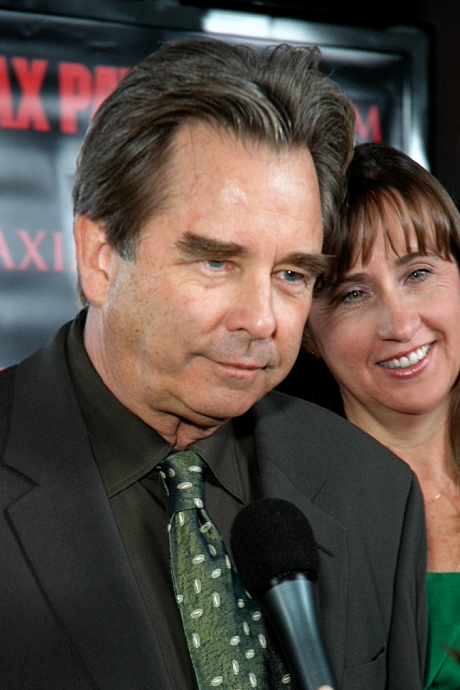
Beau Bridges

Sam Sacovitch, gestore con il padre Hal di un negozio di trofei, ha appena sospeso la sua relazione con Prudence, che gli ha chiesto una pausa di riflessione. Guardando in TV un incontro di baseball, rimane sconvolto vedendola baciarsi con il suo giocatore preferito, Dante Evans. Quando la reincontra ha la conferma che Prudence ha una relazione con il campione di baseball, e riceve da loro un invito a cena. Sam non sa se accettare, ma il padre, anch'egli fan di Dante, lo convince ad andarci insieme a lui. Durante la serata, però, Sam scopre che Dante non ha intenzione serie con Prudence ed è pronto a tradirla con la prima ragazza che incontra, così lo affronta e gli chiede, invano di essere onesto con lei. Tuttavia alla fine, grazie ad uno sms sconveniente, la verità verrà comunque a galla.

#### A Sexual Haunting
- Titolo originale: A Sexual Haunting

Judd e Colleen, con l'aiuto dell'agente immobiliare Chad Banks, sono in cerca di una nuova casa. Dopo aver visitato vari edifici trovano quella che sembra essere la loro casa ideale, ma tuttavia Colleen si ricorda di aver avuto all'interno di essa rapporti sessuali con un uomo diverso da suo marito prima di sposarsi. Quando lo confessa a Judd, quest'ultimo si consulta con l'amico Dan, che gli dà stravaganti consigli. Pur di non rinunciare alla casa dei suoi sogni, Judd tenta di metterne in pratica uno: "sessorcizzare" la casa avendo un rapporto sessuale con la moglie nei luoghi in cui Colleen lo aveva fatto da giovane, così i nuovi ricordi sostituiranno i vecchi. Ma quando i due incontrano il padrone di casa, Daryl, le cose si complicano ulteriormente e alla fine decidono di cercare un'altra abitazione.

#### Not to Speak
- Titolo originale: Not to Speak

Julia Clark, in vacanza a Rio de Janeiro, incontra Marcelo, un ragazzo del posto che la abbaglia con il suo romanticismo e la sua intensa passione. Quando fa ritorno negli Stati Uniti, fatica a dimenticarlo e già pianifica di ritornare in Brasile un giorno. Poco tempo dopo, tuttavia, Marcelo la raggiunge presso la sua abitazione, facendole rivivere la passione che l'aveva avvolta in vacanza e invitandola a ritornare con lui in Brasile. Anche se molto tentata, malgrado ciò, Julia si rende conto che la vera se stessa non vuole vivere di sole passioni, ma ama il suo lavoro ed è determinata ad ottenere a breve una promozione. Così, a malincuore, dirà definitivamente addio a Marcelo.
- Guest star: Tim Bagley (Dennis), Beau Bridges (Hal Sacovitch), Anna Camp (Prudence), Cristián de la Fuente (Marcelo), Ben Feldman (Sam Sacovitch), Kathy Kinney (Karen), Chris Parnell (Chad Banks), Emily Rutherfurd (Julia Clark), Steve Talley (Dan Sullivan), Brian J. White (Dante Evans).

## TMI
- Titolo originale: TMI
- Diretto da: John Stuart Scott
- Scritto da: Colleen McGuinness

### Trama

#### Fetishes
- Titolo originale: Fetishes

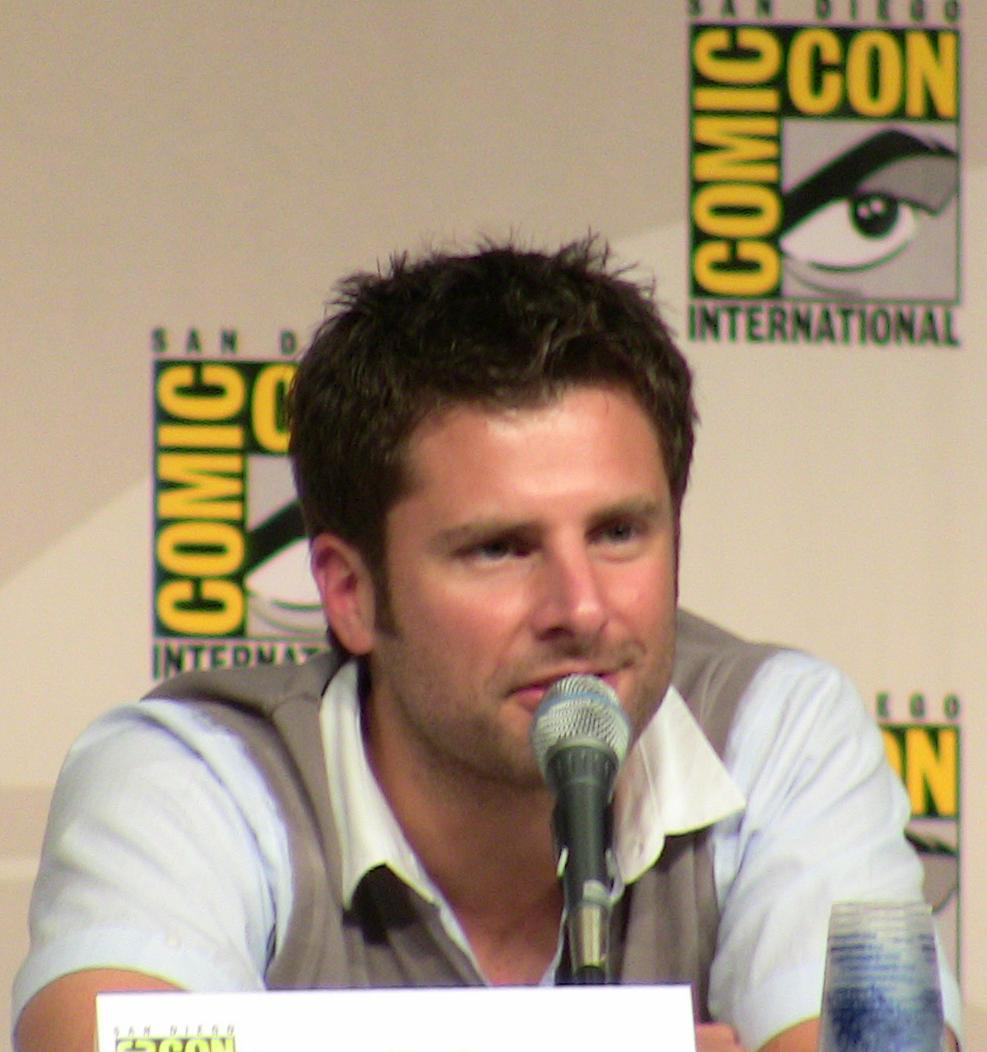
James Roday

Jeff e Bridget sono una coppia felicemente fidanzata da poco andata a vivere insieme. Un giorno, Jeff, leggendo la bolletta della TV via cavo, scopre che Bridget ha acquistato un evento destinato ad un pubblico adulto; così lei confessa di avere una passione per le uniformi. Parlandone con il fratello e le amiche, Bridget crede di essere strana, ma Jeff fa di tutto per farla sentire a suo agio con la sua forma di feticismo, compreso l'inventarsi di averne una anch'egli legata al piede femminile. Tuttavia presto sarà costretto ad ammettere di aver mentito, anche se comunque riuscirà a convincerla che tra loro possono parlare e considerare di fare questo genere di cose senza doversi sentire in imbarazzo.

#### Becky's Situation
- Titolo originale: Becky's Situation

Becky, nipote di Judd, è una teenager che, dopo aver avuto un rapporto sessuale con il coetaneo Ian, crede di poter aver contratto un qualche tipo di malattia, nonostante abbia fatto uso di condom. Scartata a priori l'idea di consultarsi con la madre Kristen, e dopo non aver ottenuto consigli utili dalle amiche, decide di rivolgersi ad un consultorio, che però la rinvia ad una clinica. Mentre ha una lezione di scuola guida con lo zio Judd, quest'ultimo scopre che lei possiede dei condom e allora Becky gli racconta tutta la storia. Judd la porta alla clinica, dove a lei non verrà riscontrata alcuna malattia, e la convince a confidarsi con la madre che di esperienze simili ne ha affrontate più di quanto lei possa immaginare.

#### Creepy Dad
- Titolo originale: Creepy Dad

Brian è un uomo che è stato lasciato dalla moglie e che ora cerca di andare avanti crescendo da solo la figlia di otto anni. Invita a cena una madre single, Kristen, la cui figlia più piccola frequenta la stessa scuola della sua, ma non riesce a destare una buona impressione, in buona parte perché soffre ancora molto la mancanza dell'ex moglie. Quando tenta di porvi rimedio con una mail, non fa altro che peggiorare le cose, e per sbaglio la invia anche a tutti i genitori della scuola della famiglia. La sua impopolarità quindi aumenta e anche la figlia inizia a risentirne, così sarà costretto ad affrontare gli altri genitori e spiegargli la sua situazione, e la difficoltà dell'essere un padre-single, in modo che possa essere compreso e apparire meno inquietante o almeno che a causa sua non debba essere impopolare anche la figlia Maddy.
- Guest star: Mo Collins (Sue), Jay Harrington (Brian Barstow), Cheryl Hines (Kristen Waltham), Riki Lindhome (Alexis), Vanessa Marano (Becky Waltham), James Roday (Jeff), Ashley Williams (Bridget), G Hannelius (Maddy Barstow), Yin Chang (Cara), Jordan Peele (Eli), Rachel Dipillo (Natasha).

## Boys to Men
- Titolo originale: Boys to Men
- Diretto da: Jamie Babbit
- Scritto da: Danielle Sanchez-Witzel e Joe Lawson

### Trama

#### Ben & Marissa
- Titolo originale: Ben & Marissa

Judd e Colleen partono per un viaggio a New York e lasciano la loro casa in custodia a Ben, nipote di lei. Ben si è appena lasciato con la sua ragazza, Gwendy, di cui però è ancora innamorato. Per lui si prospetta un weekend triste e solitario, ma poco dopo la partenza degli zii irrompe in casa Marissa, un'amica di Colleen, che dopo aver litigato con il marito Rico, decide di lasciarlo e stare per un po' presso l'amica. Ben e Marissa si consolano quindi a vicenda, finendo per andare a letto insieme. La loro storia è però destinata a durare poco, il giorno dopo Rico va a riprendersi sua moglie, che ancora lo ama, mentre lui non ha mai smesso di pensare di Gwendy.

#### Steffi & Tommy
- Titolo originale: Steffi & Tommy

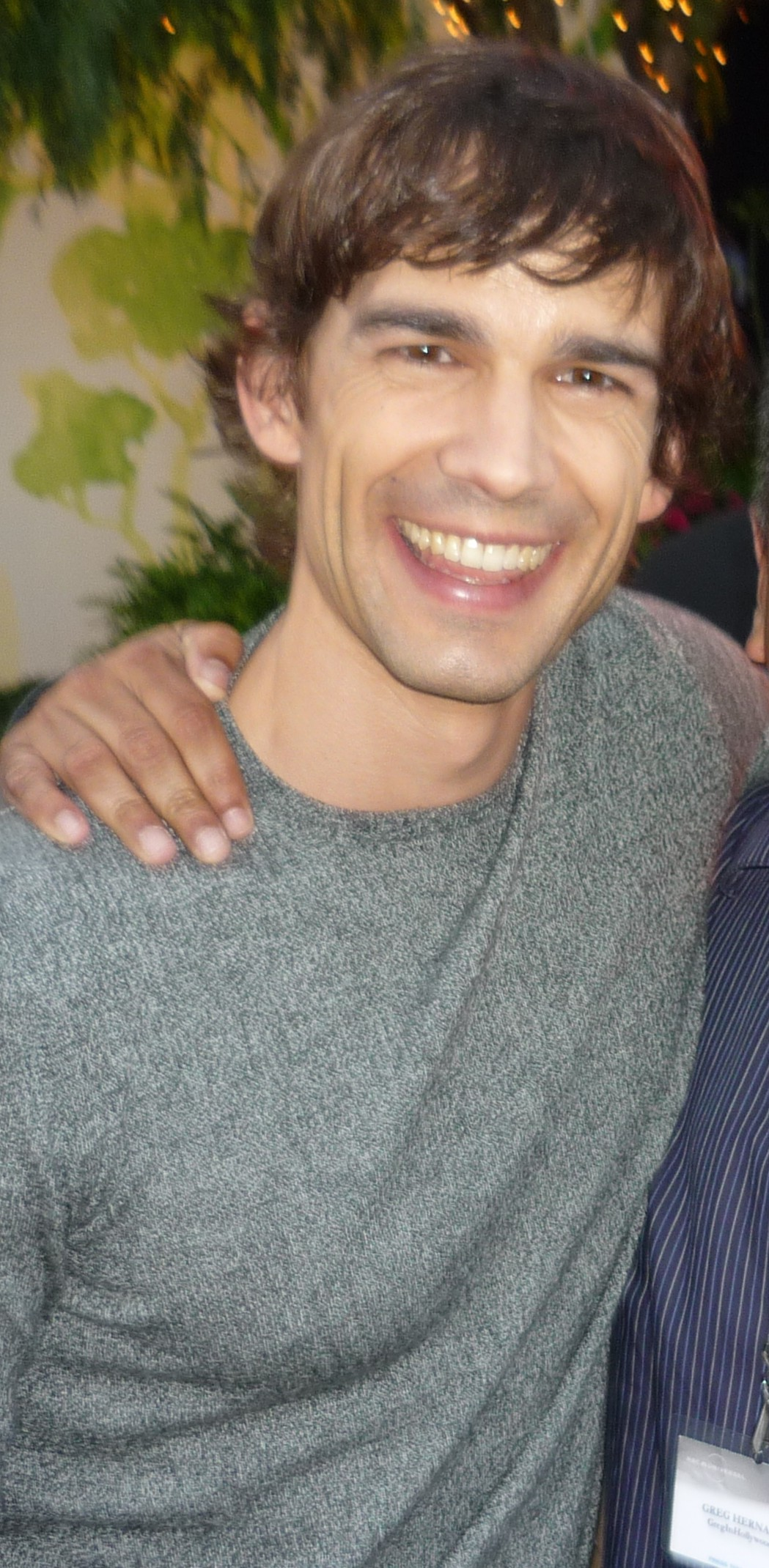
Christopher Gorham

Steffi e Tommy sono due ragazzi che dopo aver trascorso occasionalmente una notte insieme non si ricordano nemmeno i loro nomi. Sono sul punto di non riversi mai più, ma quando lei riceve una chiamata che le annuncia che il padre è stato ricoverato in ospedale a causa di un attacco cardiaco, necessita di un passaggio. Tommy accetta di accompagnarla, ma dopo averla lasciata in ospedale si accorge che il suo telefono è caduto nella sua macchina. Quindi ritorna indietro, imbattendosi in tutta la sua famiglia latino-americana, alla quale si presenta come il suo fidanzato. I due quindi avranno modo di conoscersi l'un l'altra e lui alla fine rinuncerà ad andare all'incontro sportivo per rimanere con lei.

#### Dale & Audrey
- Titolo originale: Dale & Audrey

Dale, che lavora in uno studio legale, sta per diventare padre e i suoi colleghi tentano di spaventarlo preparandolo alle conseguenze che un figlio comporterà nella sua vita. Tuttavia lui non è intenzionato a rinunciare ai piaceri della vita, come andare a dei concerti o farsi nuovi amici. Quando conosce la segretaria dello studio, Audrey, un'attraente ragazza francese, scopre di condividere con una passione per lo stesso genere di musica, quindi legherà subito con lei. Ma mentre lui non è intenzionato ad essere non più di un suo amico, lei tenta di sedurlo, ma senza successo visto che pensa continuamente alla moglie e al futuro figlio. Tanto che Audrey lo definirà gay ai suoi amici. Alla fine, Dale va con la moglie in ospedale, dove la sorella di lei, Annie, sta per partorire il loro bambino.
- Guest star: Skylar Astin (Ben), Rebecca Creskoff (Marissa), Aimee Garcia (Steffi), Christopher Gorham (Dale), Ian Reed Kesler (Tommy), Izabella Miko (Audrey), Jessica St. Clair (Chloe), Eric Bruskotter (Rico), Norma Maldonado (Signora Ramirez), William O'Leary (Ty), Brian Palermo (Rick Rondo), Amir Talai (Aram).

## Modern Plagues
- Titolo originale: Modern Plagues
- Diretto da: Anton Cropper
- Scritto da: Cindy Chupack

### Trama

#### Bad in Bedbugs
- Titolo originale: Bad in Bedbugs

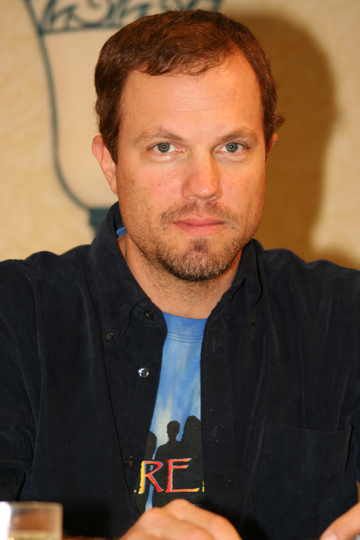
Adam Baldwin

Jodie e Charlie decidono di andare a vivere insieme presso l'appartamento di lui, anche se parte dei loro rispettivi amici pensa sia una scelta affrettata considerato che stanno insieme da soli due mesi. Tuttavia Jodie sembra sicura della sua scelta e abbandona la casa dove stava in affitto. Dopo la loro prima notte da conviventi, tuttavia, scoprono che l'appartamento è infestato da cimici. Costretti quindi a trasferirsi in albergo, in attesa che l'abitazione venga disinfestata, si portano le cimici dietro e vengono espulsi. La giornata seguente la passeranno da senzatetto, e Jodie se tale avventura sia un segno e sia stata davvero una scelta affrettata trasferirsi da Charlie, ma alla fine i dubbi spariranno: vivere con lui è realmente ciò che vuole.

#### I Was Only Choking
- Titolo originale: I Was Only Choking

Mentre Kyle e Drewe stanno cenando presso un cinema all'aperto con Jude e Colleen, Kyle rischia di soffocare con un boccone. A salvargli la vita è Judd che, grazie ad una tempestiva reazione, riesce a fargli sputare il boccone ingoiato male, divenendo così l'eroe della sarata. Tuttavia Drewe ne rimane turbato, in quanto il suo futuro sposo, nel momento del bisogno si è rivolto a Judd e non a lui. I due rischiano di entrare in una crisi di coppia a causa di ciò, ma presto il loro amore reciproco prevarrà.

#### Viral Proposals
- Titolo originale: Viral Proposals

Matt crede che la sua fidanzata Amanda, con la quale sta insieme da due anni, gli stia mettendo pressione per chiederle di sposarlo. Ma Matt è assalito da molti dubbi nel considerare se lei sia la ragazza giusta con cui passare il resto della sua vita e ultimamente non riesce a fare a meno di pensare ad Annie, nonostante l'abbia incontrata solamente due volte. Quando la reincontra una terza volta, di nuovo casualmente, i suoi dubbi si intensificano ulteriormente e alla fine deciderà di lasciarla. Nel frattempo aiuta Jake, un amico che lavora con lui, ad organizzare una proposta di matrimonio alla sua ragazza Liz Beth con un musical.
- Guest star: Adam Baldwin (Cameriere dell'hotel), Patrick Cavanaugh (Owen), Guillermo Díaz (Luis), Bret Harrison (Charlie), Keegan Michael Key (Drew), Jaime King (Amanda), Ronreaco Lee (Jake), Matt Long (Matt), Stephen Rannazzisi (Kyle), Jonathan Slavin (Wayne Michelle), Jessica St. Clair (Chloe), Michelle Trachtenberg (Jodie), Mo Mandel (Amico di Charlie), James MacDonald (James Feeney), Candice Patton (Liz Beth).